# Rocio octofasciata
A Rocio octofasciata a sugarasúszójú halak (Actinopterygii) osztályának sügéralakúak (Perciformes) rendjébe, ezen belül a bölcsőszájúhal-félék (Cichlidae) családjába tartozó faj.
A Rocio csontoshal-nem típusfaja.

## Rendszertani besorolása
A Rocio octofasciata rendszertani besorolása még vitatott. Habár a Heroini nemzetségbe tartozik, egyes biológusok a Cichlasoma nemen belül „bizonytalan helyzetűként” tartják számon. Ha átrendezik a Heroini-nemeket, akkor meglehet, hogy a szóban forgó fajt áthelyezik a Cich nembe.

## Előfordulása
Ez a bölcsőszájúhalfaj Észak- és Közép-Amerika keleti lejtőin, azaz az Atlanti-óceáni felén fordul elő. Az elterjedési területe a mexikói Papaloapan és a hondurasi Ulúa-folyók között fekszik.

## Megjelenése
A Rocio octofasciata általában 7,5 centiméter hosszú, de akár 25 centiméteresre is megnőhet. Hátúszóján 17-19 tüske látható. A hal oldalán, 15 apró pettyekből álló hosszanti sor látható. A pettyek fehérek vagy szürkék és kisebbek, mint a pikkelyek. A hasi része fehéres vagy szürkés foltozású.

## Életmódja
Trópusi és édesvízi bölcsőszájúhal, amely 22-30 Celsius-fokos vízhőmérsékletet és a 7-8 pH értékű vizet kedveli. Főleg az iszapos és homokos, algával benőtt torkolatvidékeket részesíti előnyben. A tengerpart melletti síkvidékeket és a folyók lassan folyó alsó szakaszain él. Tápláléka férgek, rákok, rovarok és kisebb halak.

## Szaporodása
Az ikráit a folyómedrek homokja alá rakja le. Az ikrákat mindkét szülő gondozza és védelmezi.

## Felhasználása
Habár emberi fogyasztásra alkalmas, ezt a bölcsőszájúhalat főleg az akváriumok számára fogják ki. Az e célból való halászata ipari mértékű.

## Képek

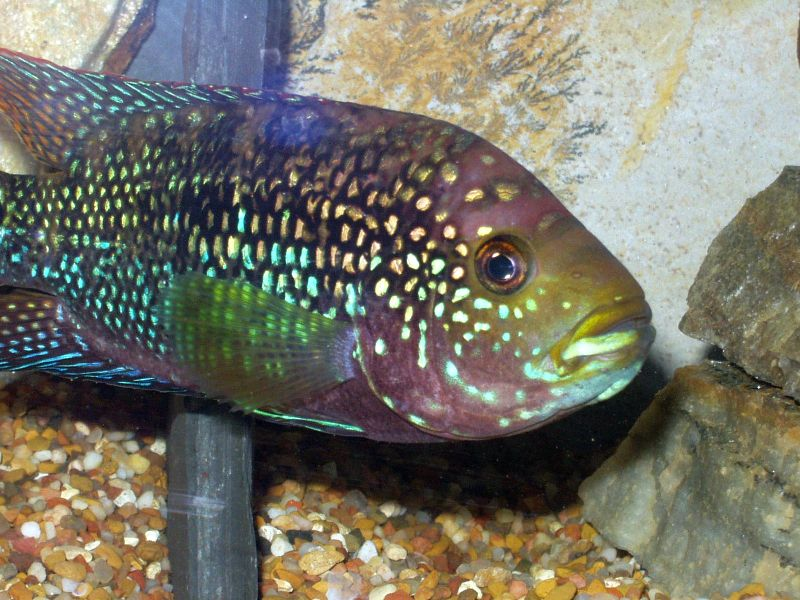
Rocio octofasciata
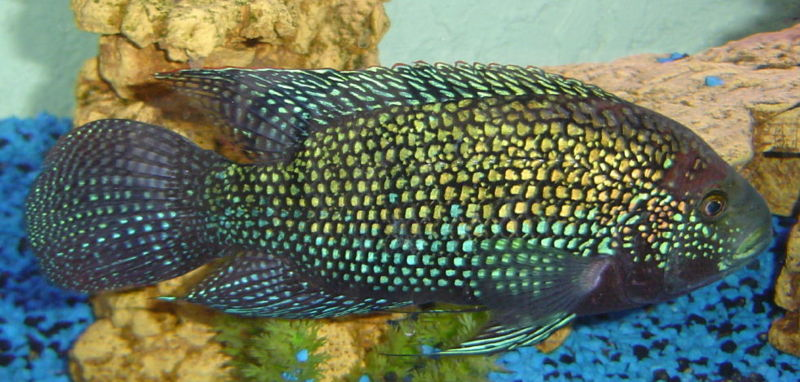
példányok
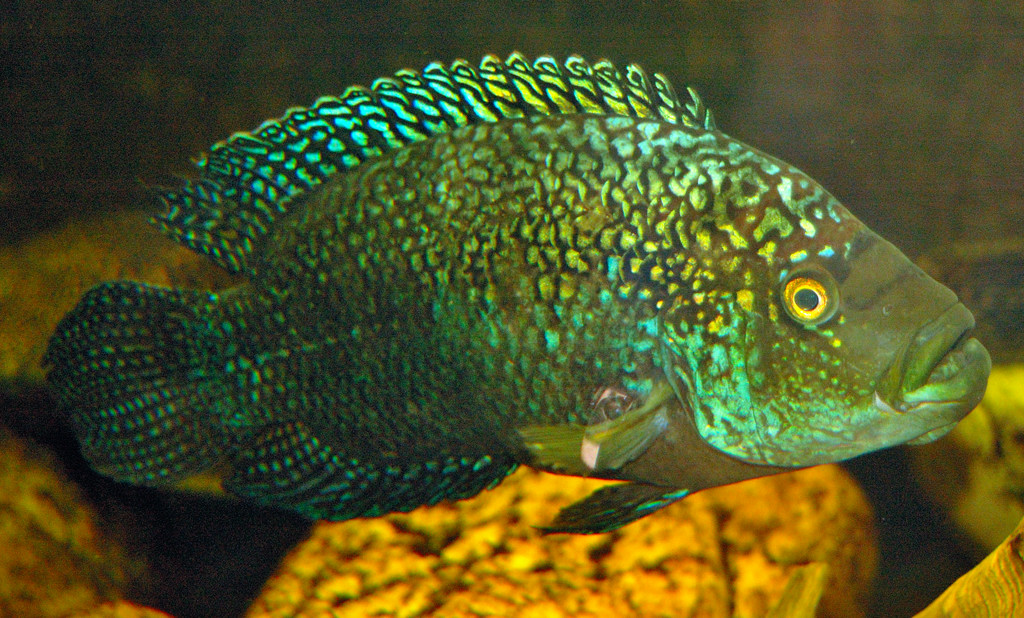
különböző
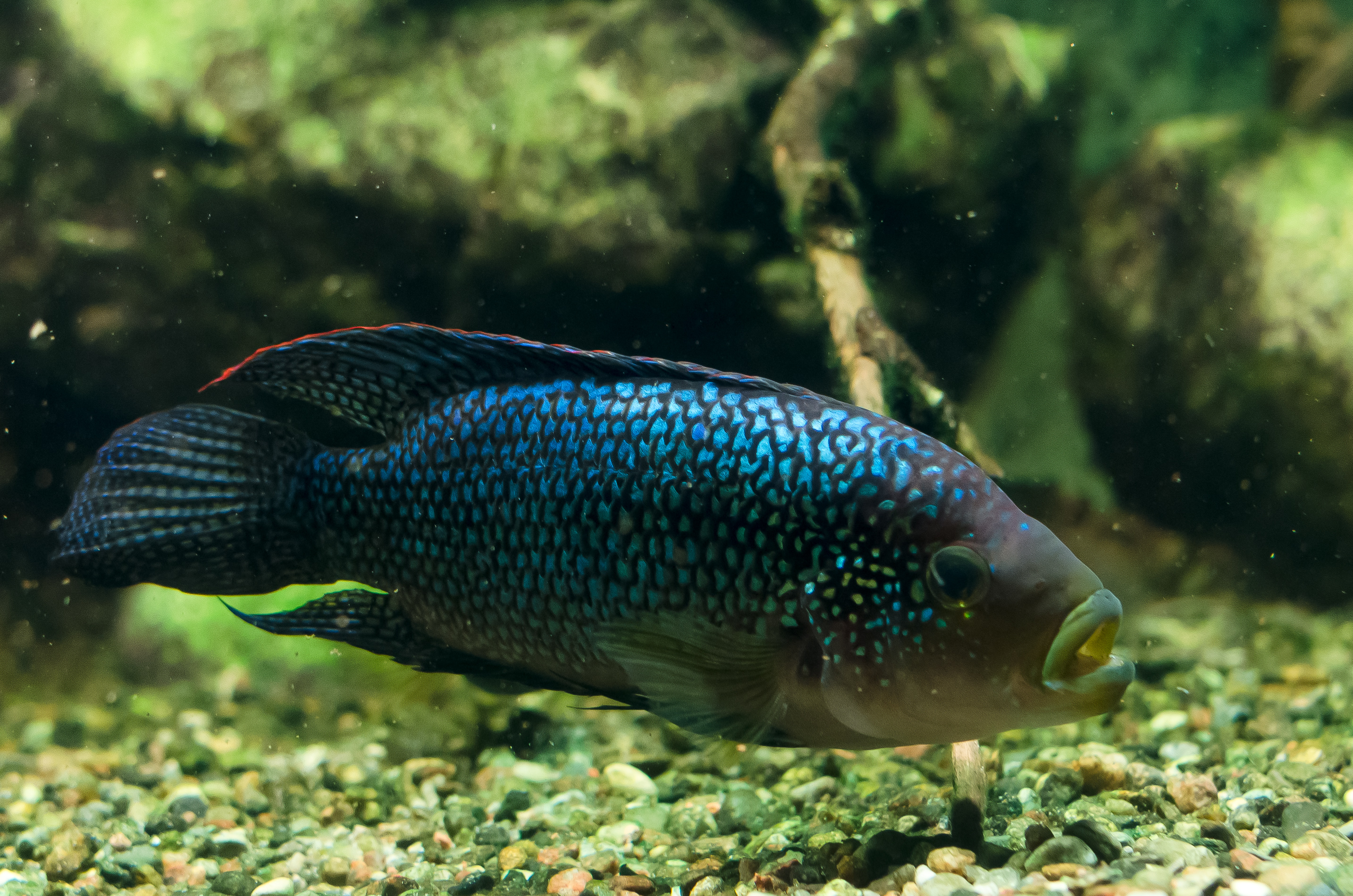
akváriumokban